# Блискавкоприймач

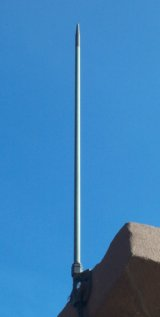
Стрижневий блискавкоприймач

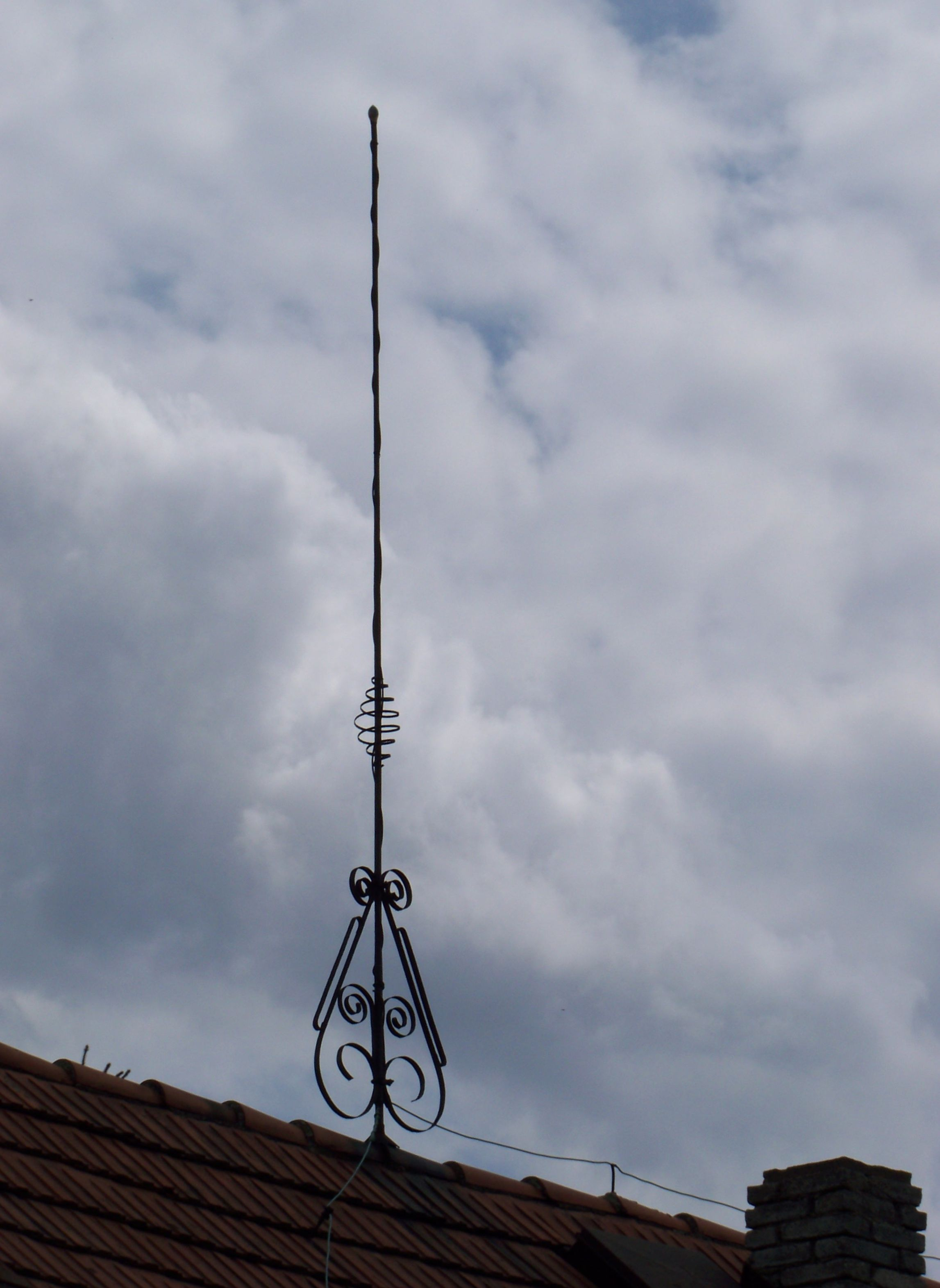
Блискавкоприймач як декоративний елемент

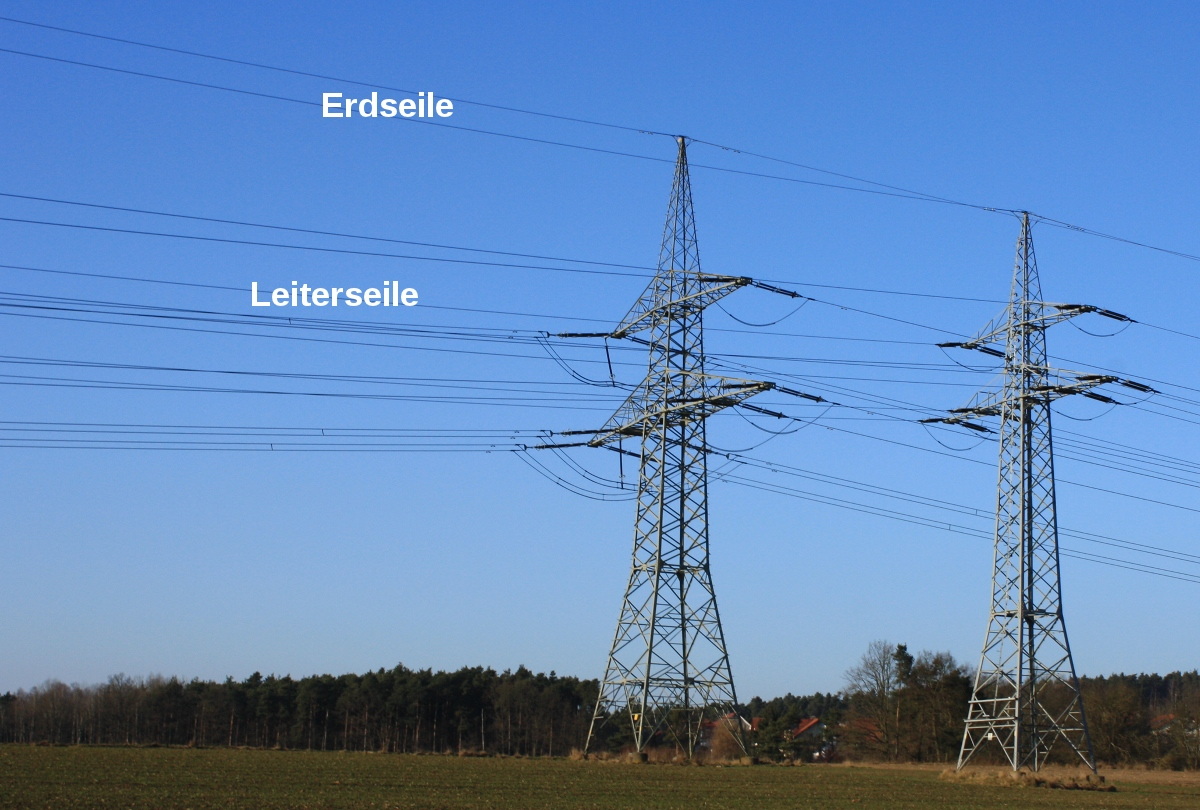
Тросовий блискавкоприймач (лінії на вершинах опор) високовольтних ліній електропередач

Блискавкоприйма́ч (приймач блискавки) — частина блискавичника, призначена для перехоплення блискавок, відіграє головну роль у системі захисту від блискавки (блискавкозахисту). Оскільки ймовірність влучення у наземний об'єкт блискавкою зростає зі збільшенням його висоти, блискавкоприймач розташовується на якомога вище.

## Класифікація
Блискавкоприймачі можуть бути спеціально встановленими, у тому числі на об'єкті, або їх функції виконують конструктивні елементи об'єкта, що захищається.

### Природні блискавкоприймачі
Як блискавкоприймач можуть використовуватись струмопровідні конструктивні елементи об'єкта, що захищається, такі як: металева покрівля, металеві ферми, тощо (але лише в разі, якщо конструкція останніх відповідає вимогам чинних нормативних документів з блискавкозахисту). Такі блискавкоприймачі називаються природними. 

Для звичайних об'єктів як природні блискавкоприймачі можуть розглядатися такі конструктивні елементи будівель і споруд:
- металеві покрівлі об'єктів, що захищаються, за умови, що:
  - електрична неперервність між різними частинами забезпечена на довгий термін;
  - товщина металу покрівлі є не меншою за величину 4 мм для сталі, 5 мм для міді або 7 мм для алюмінію, якщо необхідно захистити покрівлю від пошкодження або пропалу;
  - товщина металу покрівлі складає не менше 0,5 мм, якщо її не обов'язково захищати від пошкоджень і немає небезпеки займання займистих матеріалів, що знаходяться під покрівлею;
  - покрівля не має ізоляційного покриття. При цьому невеликий шар антикорозійної фарби або шар 0,5 мм асфальтового покриття, або шар 1 мм пластикового покриття не вважаються ізоляцією;
  - неметалеві покриття на/або під металевою покрівлею не виходять за межі об'єкта, що захищається;
- металеві конструкції даху (ферми, з'єднана сталева арматура);
- металеві елементи типу водостічних труб, прикрас, огорож по краю даху тощо, якщо їх переріз не є меншим від значень, визначених для звичайних блискавкоприймачів;
- технологічні металеві труби і резервуари, якщо вони виконані з металу товщиною не меншою за 2,5 мм і проплавлення або пропал цього металу не приведе до небезпечних або недопустимих наслідків;
- металеві труби і резервуари, якщо вони виконані з металу завтовшки не менше значення 4 мм для сталі, 5 мм для міді або 7 мм для алюмінію, і якщо підвищення температури з внутрішньої сторони об'єкта в точці удару блискавки не є небезпечним.

### Штучні блискавкоприймачі
В разі ж, якщо придатні до використання природні блискавкоприймачі відсутні, монтують спеціально призначені штучні блискавкоприймачі.
Штучні блискавкоприймачі за своєю конструкцією бувають таких видів:

- Стрижневий
- Тросовий
- Сітчастий

## Приклад улаштування стрижневого блискавкоприймача
На найвищій точці покрівлі за допомогою дерев'яних підпірок установлюють сталевий стрижень круглого перерізу діаметром 12 мм, що виступатиме блискавкоприймачем. Його можна зробити зі сталевої труби. При цьому обов'язково її запаяти або закрити металевою пробкою — торцем. Такий приймач блискавки прийме перший удар. Довжина його може варіюватися від 200 до 1500 мм, але площа перерізу штиря (для сталі) не може бути меншою за 50 мм².
Тросова блискавкоприймач застосовують на довгих дахах житлових будинків та інших типах будівель, коли штиркової з якихось причин не вдається звести. Уздовж даху простягають сталевий трос перетином не менше 35 кв. мм. Трос простягають на висоті від шиферного даху 0,5 м. Для цього на конику монтують штирі, між ними натягують сам трос. З одного боку трос з'єднують з блискавковідводом, який відводить удар блискавки в землю, для них застосовують сталевий дріт або трос діаметром 6-8 мм.
Від блискавкоприймача прокладають струмозвід — дріт товщиною не менше 8 мм, який необхідно ретельно й надійно приварити до блискавкоприймача. Струмозвід опускають із даху, прикріплюючи до стіни будівлі скобами, доводять до землі й занурюють у неї, де на глибині 1-2 м установлений заземлювач (добре приварений). У ролі заземлювача можна використати металеву трубу або аркуш сталі.